# فهرست افلاطون‌گرایان باستان
فهرست افلاطون‌گرایان باستان (انگلیسی: List of ancient Platonists) که پیرو فلسفه افلاطونی هستند. می‌توان گفت که افلاطون‌گرایی از زمانی آغاز شد که افلاطون آکادمی خود را تأسیس کرد. ۳۸۵ قبل از میلاد افلاطون‌گرایی باستان تا پایان آخرین مکتب بت‌پرستی باقی‌مانده افلاطونی در اسکندریه ادامه یافت که با فتح مصر توسط مسلمانان در سال ۶۴۱، بیش از هزار سال پس از افتتاح اولین مدرسه افلاطونی به وجود آمد. افلاطون‌گرایی تأثیر بسیار زیادی بر زندگی فکری جهان باستان گذاشت و در نهایت به فلسفه غالب اواخر دوران باستان تبدیل شد.

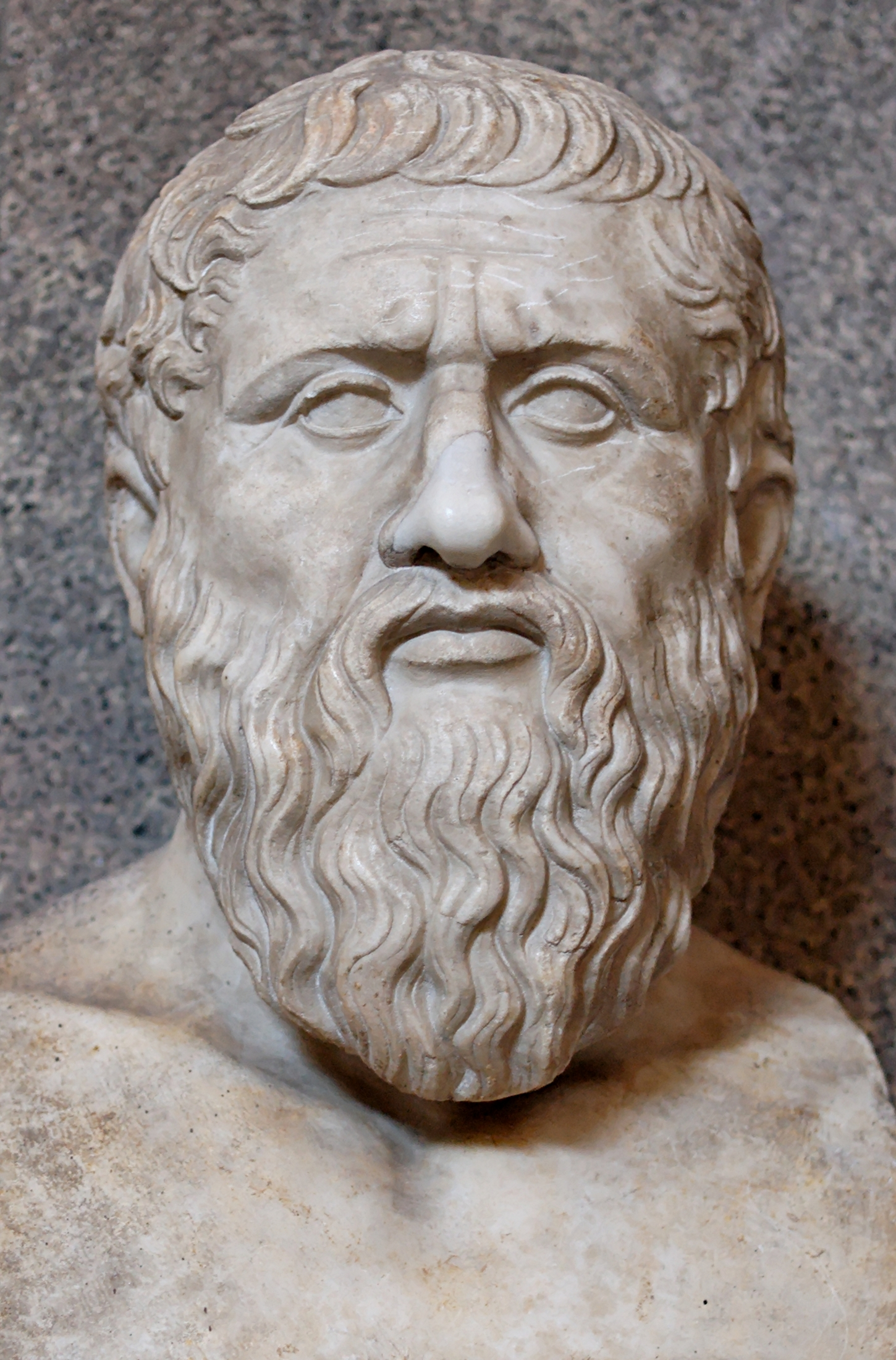
نیم‌تنه افلاطون

| نام                      | دوره                                       | مکتب             |
| ------------------------ | ------------------------------------------ | ---------------- |
| آدزیا                    | قرن ۵                                      | فلسفه نوافلاطونی |
| آدزیوس                   | درگذشته ۳۵۵                                | فلسفه نوافلاطونی |
| انیاس                    | قرن ۵ / درگذشته ۵۱۸                        | فلسفه نوافلاطونی |
| آشین ناپلی               | ۱۱۰ پیش از میلاد مسیح                      | آکادمی جدید      |
| آگاپیوس                  | قرن ۵ و ۶                                  | فلسفه نوافلاطونی |
| آلبینوس                  | ۱۵۰ پس از میلاد                            | افلاطونیسم میانی |
| آلسینوس                  | قرن ۲                                      | افلاطونیسم میانی |
| ماکروبیوس                | ۳۹۵ – ۴۲۳                                  | فلسفه نوافلاطونی |
| آملیوس                   | ۲۵۰ – ۳۰۰                                  | فلسفه نوافلاطونی |
| آمونیوس هرمیاس           | ۴۴۰ – ۵۲۰                                  | فلسفه نوافلاطونی |
| آمونیوس آتنی             | قرن ۱                                      | افلاطونیسم میانی |
| آمونیوس ساکاس            | قرن ۳                                      | فلسفه نوافلاطونی |
| آنتیوخوس اسکالنی         | ۱۳۰ پیش از میلاد – ۶۸/۶۷ پیش از میلاد      | افلاطونیسم میانی |
| آنتونینوس                | قرن ۴ پیش از میلاد                         | فلسفه نوافلاطونی |
| آپولیوس                  | ۱۲۵ – ۱۸۰                                  | افلاطونیسم میانی |
| آرکسیلاوس                | ۳۱۶ پیش از میلاد – ۲۴۱ پیش از میلاد        | آکادمی میانی     |
| آریستونیموس              | قرن ۴ پیش از میلاد                         | آکادمی افلاطون   |
| آسکلپیجنیا               | ۴۳۰                                        | فلسفه نوافلاطونی |
| آسکلپیودوتوس             | ۵۵۰–۶۰۰                                    | فلسفه نوافلاطونی |
| آتیکوس                   | ۱۷۵                                        | افلاطونیسم میانی |
| آگوستین                  | ۳۵۴ – ۴۳۰ پس از میلاد                      | فلسفه نوافلاطونی |
| آکسیوتئا                 | قرن ۴ پیش از میلاد                         | آکادمی افلاطون   |
| بوئتیوس                  | ۴۷۷–۵۲۴ پس از میلاد                        | فلسفه نوافلاطونی |
| کالیپوس سیراکوزی         | درگذشته ۱۵۱ پیش از میلاد                   | آکادمی افلاطون   |
| کارنیادس                 | ۲۱۴ پیش از میلاد – ۱۲۹/۸ پیش از میلاد      | آکادمی جدید      |
| کاسیوس لونگینوس          | ۲۱۳ – ۲۷۳                                  | افلاطونیسم میانی |
| چارماداس                 | ۱۶۴ پیش از میلاد – ۹۵ پیش از میلاد         | آکادمی جدید      |
| چیرون                    | قرن ۴ پیش از میلاد                         | آکادمی افلاطون   |
| کریسانتیوس               | قرن ۴ پیش از میلاد                         | فلسفه نوافلاطونی |
| کلمنت اسکندریه           | ۱۵۰ – ۲۱۵                                  | افلاطونیسم میانی |
| کلیتوماخوس               | ۱۸۷ پیش از میلاد– ۱۰۹ پیش از میلاد         | آکادمی جدید      |
| کوریسکوس                 | قرن ۴ پیش از میلاد                         | آکادمی افلاطون   |
| کرانتور                  | زاده ۳۵۰ پیش از میلاد                      | آکادمی افلاطون   |
| کراتس آتنی               | درگذشته ۲۶۸–۲۶۵ پیش از میلاد               | آکادمی افلاطون   |
| داماسکیوس                | زاده ۴۵۸، درگذشته ۵۳۸                      | فلسفه نوافلاطونی |
| دمتریوس آمفیپولیسی       | قرن ۴ پیش از میلاد                         | آکادمی افلاطون   |
| دکسیپوس                  | ۳۵۰                                        | فلسفه نوافلاطونی |
| دیو اسکندریه             | قرن ۱ پیش از میلاد                         | آکادمی جدید      |
| دیوکلس کنیدوسی           | قرن ۲ یا ۳ پیش از میلاد                    | آکادمی میانی     |
| دیودوروس ادرمیتی         | قرن ۲ پیش از میلاد                         | آکادمی جدید      |
| دومنینوس                 | ۴۲۰ – ۴۸۰                                  | فلسفه نوافلاطونی |
| اراستوس اسکپسیسی         | قرن ۴ پیش از میلاد                         | آکادمی افلاطون   |
| اوئون لامپساکینوس        | قرن ۴ پیش از میلاد                         | آکادمی افلاطون   |
| اودوکسوس کنیدوسی         | ۴۱۰/۴۰۸ پیش از میلاد– ۳۵۵/۳۴۷ پیش از میلاد | آکادمی افلاطون   |
| اوسبیوس میندوسی          | قرن ۴                                      | فلسفه نوافلاطونی |
| یوستوائوس                | ۴۰۰                                        | فلسفه نوافلاطونی |
| ایواندر                  | در ۲۱۵ – ۲۰۵                               | آکادمی میانی     |
| گایوس افلاطونی           | در قرن ۲                                   | افلاطونیسم میانی |
| آگنون طارسوسی            | در قرن ۲ پیش از میلاد                      | آکادمی جدید      |
| هگیسینوس پرگامونی        | در ۱۶۰ پیش از میلاد                        | آکادمی میانی     |
| هگیاس                    | در ۵۰۰                                     | فلسفه نوافلاطونی |
| هلیودوروس اسکندریه       | در قرن ۵                                   | فلسفه نوافلاطونی |
| هراکلیدس انزی            | در قرن ۴                                   | آکادمی افلاطون   |
| هراکلیدس پونتیکوس        | ۳۸۷ پیش از میلاد– ۳۱۲ پیش از میلاد         | آکادمی افلاطون   |
| هرمیاس                   | زاده ۴۱۰ – درگذشته ۴۵۰                     | فلسفه نوافلاطونی |
| هرمودوروس                | قرن ۴ پیش از میلاد                         | آکادمی افلاطون   |
| هستیوس پرینتیوسی         | قرن ۴ پیش از میلاد                         | آکادمی افلاطون   |
| هایریوس                  | در ۵۰۰                                     | فلسفه نوافلاطونی |
| هیروکلس اسکندرانی        | در ۴۳۰                                     | فلسفه نوافلاطونی |
| هیپاتیا                  | زاده ۳۵۰/۳۷۰ – ۴۱۵                         | فلسفه نوافلاطونی |
| یامبلیخوس                | ۲۴۵ – ۳۲۵                                  | فلسفه نوافلاطونی |
| ایزیدور اسکندریه         | در ۴۷۵                                     | فلسفه نوافلاطونی |
| لیساید سیرنی             | ۲۴۱ – ۲۰۵ پیش از میلاد                     | آکادمی میانی     |
| لاستنیا مانتینیایی       | در قرن ۴ پیش از میلاد                      | آکادمی افلاطون   |
| مارینوس نابلسی           | زاده ۴۵۰                                   | فلسفه نوافلاطونی |
| ماکسیموس افسوسی          | درگذشته ۳۷۲                                | فلسفه نوافلاطونی |
| ماکسیموس تایر            | قرن ۲                                      | افلاطونیسم میانی |
| مندموس پیرایی            | در ۳۵۰ پیش از میلاد                        | آکادمی افلاطون   |
| مترودوروس استراتونیسیایی | در قرن ۲ پیش از میلاد                      | آکادمی جدید      |
| نومنیوس آپامئا           | ۲۷۵                                        | افلاطونیسم میانی |
| نیمفیدیانوس اسمیرنایی    | ۳۶۰                                        | فلسفه نوافلاطونی |
| المپیودوروس              | ۴۹۵ – ۵۷۰                                  | فلسفه نوافلاطونی |
| اوناساندر                | قرن ۱                                      | افلاطونیسم میانی |
| اوریجن                   | ۱۸۴ – ۲۵۳                                  | فلسفه نوافلاطونی |
| اوریجن پاگانی            | ۲۵۰                                        | افلاطونیسم میانی |
| فیلیپ اوپوسی             | قرن ۴ پیش از میلاد                         | آکادمی افلاطون   |
| فیلون اسکندریه           | ۲۰ پیش از میلاد– ۵۰ پس از میلاد            | افلاطونیسم میانی |
| فیلون                    | ۱۵۹/۱۵۸ پیش از میلاد – ۸۴/۸۳ پیش از میلاد  | آکادمی جدید      |
| افلاطون                  | ۴۲۸/۴۲۷پیش از میلاد – ۳۴۸/۳۴۷پیش از میلاد  | آکادمی افلاطون   |
| فلوطین                   | ۲۰۴ – ۲۷۰                                  | فلسفه نوافلاطونی |
| پلوتارک                  | ۴۶ – ۱۲۰                                   | افلاطونیسم میانی |
| پلوتارک آتنی             | ۳۵۰ – ۴۳۰                                  | فلسفه نوافلاطونی |
| پولمون                   | ۳۱۴ پیش از میلاد– ۲۷۰/۲۶۹ پیش از میلاد     | آکادمی افلاطون   |
| پورفیری                  | ۲۳۴– ۳۰۵                                   | فلسفه نوافلاطونی |
| پیریسکیانوس لیدیایی      | ۵۵۰                                        | فلسفه نوافلاطونی |
| پریسکوس اپیروس           | ۳۰۵ – ۳۹۵                                  | فلسفه نوافلاطونی |
| پروکلس لیکایوس           | ۴۱۲ – ۴۸۵                                  | فلسفه نوافلاطونی |
| دیونوسیوس مجعول          | ۵۰۰                                        | فلسفه نوافلاطونی |
| پایتون انزی              | قرن ۴ پیش از میلاد                         | آکادمی افلاطون   |
| سیمپلیکیوس               | ۴۹۰ – ۵۶۰                                  | فلسفه نوافلاطونی |
| سوپاتر افامیایی          | درگذشته ۳۳۷                                | فلسفه نوافلاطونی |
| سوسیپاترا                | ۳۲۵                                        | فلسفه نوافلاطونی |
| اسپئوسیپوس               | ۴۰۷ پیش از میلاد– ۳۳۹ پیش از میلاد         | آکادمی افلاطون   |
| سینسیوس                  | ۳۷۳– ۴۱۴                                   | فلسفه نوافلاطونی |
| سیریانوس                 | درگذشته ۴۳۷                                | فلسفه نوافلاطونی |
| تله‌کلس                   | درگذشته ۱۳۶۷ /۱۶۶۶ پیش از میلاد            | آکادمی میانی     |
| تئودوروس آسینی           | قرن ۳                                      | فلسفه نوافلاطونی |
| تیمائوس سوفیست           | بین قرن ۱ و ۴                              | افلاطونیسم میانی |
| تیمولائوس سیزیکوس        | قرن ۴ پیش از میلاد                         | آکادمی افلاطون   |
| گزنوکراتس                | حدود ۳۹۶ پیش از میلاد– ۳۱۴ پیش از میلاد    | آکادمی افلاطون   |
| زنودوتوس                 | ۴۷۵                                        | فلسفه نوافلاطونی |